# سوقیر
سوقیر (به قزاقی: Sokyr) یک رود در قزاقستان است که در بلندی‌های قزاق واقع شده‌است.